# Jason Friedberg
Jason Friedberg (ur. 13 października 1971 w Newark) – amerykański reżyser filmowy i scenarzysta.

## Filmografia

### Reżyser
- 2007 - Wielkie kino
- 2008 - Totalny kataklizm
- 2008 - Poznaj moich Spartan
- 2010 - Wampiry i świry

### Scenarzysta
- 2000 - Straszny film
- 2006 - Komedia romantyczna
- 2007 - Wielkie kino
- 2008 - Totalny kataklizm
- 2008 - Poznaj moich Spartan
- 2010 - Wampiry i świry